# Aquí Marilín!
Aquí Marilín! fue una revista infantil española, publicada a partir de 1963 por Ibero Mundial de Ediciones. Con un precio de 3 pesetas por ejemplar, no superó el número 32.
Tenía 12 páginas (la mitad a color), inicialmente con un formato de 20 x 21 cm, que pasó a ser de 26,5 x 18,5 a partir de su número 21.
Su contenido buscaba rentabilizar los éxitos televisivos del momento, al igual que "Tele Color" (1963) y "Din Dan" (1965) de Bruguera, destacando por las colaboraciones de renombrados autores como Pili Blasco.